# Кудепста
Кудепста (рус. Кудепста; адиг. Кудэпс) малена је река која протиче преко територије Сочинског округа Краснодарског краја, на југозападу Руске Федерације.
Свој ток започиње на северним обронцима брда Јефрем (рус. Ефрем), на крајњем западном делу Великог Кавказа, на надморској висини од око 700 метара. Тече у смеру југозапада и улива се у Црно море код истоименог насеља јужно од центра Сочија. Њена највећа притока је река Псахо (дужина око 13 км).
Дужина водотока је 23 км, површина басена 85,4 км², а просечан проток око 3,39 м³/с.